# Americabaetis alphus
Americabaetis alphus – gatunek jętki z podrzędu Pisciforma i rodziny murzyłkowatych.

## Taksonomia
Gatunek opisany został w 1996 roku przez C. R. Lugo-Ortiza i W. P. McCafferty'ego.

## Opis

### Larwa
Ciało długości od 4,2 do 5,8 mm. Nić końcowa długości od 2,7 do 3 mm. Głowa żółtawobrązowa, opatrzona kilem czołowym. Tułów i odwłok głównie żółtobrązowe do brązowych z jaśniejszymi i ciemniejszymi znakami. Na każdym paraprokcie 6 lub 7 ostrych, wydłużonych kolców. Samce z wyraźnymi białymi polami na pierwszym, czwartym i siódmym tergicie. Samice z bocznymi, białymi znakami na tergitach od drugiego do ósmego.

### Imagoisubimago
Odwłok jednolicie szarawy lub zbrązowiały grzbietowo, z odpigmentowanymi polami na tylnych brzegach tergitów od drugiego do szóstego, które rozciągnięte są do przodu ku linii środkowej. Przednie i tylne części małżowinokształtnych oczu samców oddzielone są równymi odstępami.

## Rozprzestrzenienie
Gatunek neotropikalny, wykazany z Argentyny, Boliwii, Chile, Paragwaju oraz brazylijskich stanów Minas Gerais, Paraná, Santa Catarina i Rio Grande do Sul.